# Pseudomeloe araneipes
Pseudomeloe araneipes es una especie de coleóptero de la familia Meloidae.

## Distribución geográfica
Habita en Argentina.